# Lobelia heyneana
Lobelia heyneana är en klockväxtart som beskrevs av Schult.. Lobelia heyneana ingår i släktet lobelior, och familjen klockväxter. IUCN kategoriserar arten globalt som livskraftig. Inga underarter finns listade i Catalogue of Life.